# Valerică Găman
Valeriu Marius Valerică Găman est un footballeur international roumain né le 25 février 1989 à Băileşti. Il évolue au poste de défenseur au FC Hermannstadt.

## Biographie
Le 23 juin 2018, Valerică Găman s'engage avec Al-Shabab, alors qu'il jouait pour le Steaua Bucarest. Le montant du transfert est de 75 000 euros.

## Carrière
- 2006-2010 :  FCU Craiova
- 2011 :   Dinamo Bucarest
- 2011-2016:   Astra Giurgiu
- 2016-2018:  Kardemir Karabükspor
- 2018 :  Steaua Bucarest
- 2018-2019 :  Al-Shabab

## Palmarès

### Avec l'Astra Giurgiu
- Champion de Roumanie en 2016
- Vainqueur de la Coupe de Roumanie en 2014
- Vainqueur de la Supercoupe de Roumanie en 2014